# I Dig Love
«I Dig Love» es una canción del músico británico George Harrison publicada en el álbum de estudio All Things Must Pass. 
La canción, descrita como un himno al amor libre, es vista generalmente por críticos y biógrafos como el tema más débil del álbum. Al igual que gran parte del material de All Things Must Pass, la grabación contó con una extensa gama de músicos, que incluyó tres guitarristas, dos baterías y tres teclistas y entre los que figuraron Eric Clapton, Dave Mason, Billy Preston y Ringo Starr.
«I Dig Love» ha sido versionada por artistas como la cantante Asha Puthli y The Black Crowes, y parte de la versión de Puthli fue sampleada por el rapero británico Kano para su canción «Reload It» de 2005.

## Personal
- George Harrison: voz y guitarra slide
- Eric Clapton: guitarra slide
- Dave Mason: guitarra slide
- Bobby Whitlock: piano
- Gary Wright: piano eléctrico
- Billy Preston: órgano
- Klaus Voormann: bajo
- Ringo Starr: batería
- Jim Gordon: batería
- Sin acreditar: pandereta